# Командо
„Командо“ (на английски: Commando) е американски екшън филм от 1985 година на режисьора Марк Лестър, във филма участват Арнолд Шварценегер, Рае Даун Чонг, Алиса Милано, Върнън Уелс и Дан Хедая. Премиерата на филма в САЩ е на 4 октомври 1985 г.

## Сюжет
Внимание:  Текстът по-долу разкрива сюжета на произведението (или части от него)!
Полковникът от американската армия Джон Матрикс е пенсионер, който живее тихо и спокойно с дъщеря си Джени в уединена провинция. Но скоро бившият му шеф – генерал Франклин Кърби пристига в Матрикс с хеликоптер и съобщава тревожни новини. Всички бивши подчинени на Матрикс, които са служили с него, умират един след друг, въпреки факта че новите им адреси са засекретени. Кърби предлага защита на Джон, но точно след заминаването на генерала, къщата на Матрикс е нападната. Той и дъщеря му попадат в ръцете на сваления диктатор Ариус, който планира отново да завземе властта във Валверда – държава в Латинска Америка. Главният асистент на Ариус е бившият колега на Матрикс капитан Бенет.
На Матрикс се предлага следната сделка: той ще отиде във Валверде да убие настоящия президент – негов приятел, а заговорниците ще освободят дъщеря му. Осъзнавайки че Ариус и Бенет ще го излъжат, Матрикс се преструва че се съгласява, но след това убива своя ескорт и избягва от излитащия самолет. Сега Джон има само десет часа и половина да намери злодеите и да спаси дъщеря си. Докато проследява поддръжниците на Ариус, Матрикс случайно включва в търсенето си младата стюардеса Синди. Отначало момичето е ужасно уплашено и опитва да се отърве от Матрикс с помощта на полицията, но след това, осъзнавайки че Джон спасява дъщеря си, тя започва да помага по всякакъв начин на Матрикс. Джон и Синди успяват да разберат, че базата на Ариус се намира на малък остров. След като ограбват оръжеен магазин и отвличат хидроплан, Матрикс и момичето пристигат на острова.
В същото време в самолета, пристигнал във Валверде, местните конспиратори намират само трупа на своя съучастник и незабавно съобщават за това на Ариус. Разбирайки че Матрикс го е заблудил, вбесеният диктатор нарежда на Бенет да убие заложника. Но по време на дългото чакане Джени не е губила време, тя е счупила стената на стаята, където е заключена, и е избягала. Бенет се опитва да намери момичето, но започват експлозии и стрелба. Въоръжен от главата до петите, Матрикс атакува сам военната база, унищожавайки всички врагове, които се натъкнат на него. Достигайки стаите в двореца, където се крие Ариус, Матрикс го убива и по-късно започва ръкопашен бой с Бенет. Съдбата на злодея е плачевна – Матрикс пробива и закачва Бенет към стената с метална тръба.
Извикан от Синди, генерал Кърби пристига на острова с войници, но няма с кого да се бие, тъй като Матрикс е убил всички злодеи и спасил дъщеря си. Щастливите Матрикс, Джени и Синди се качват на хидроплана и отлитат.

## Актьорски състав
| Актьор             | Роля                                                                          |
| ------------------ | ----------------------------------------------------------------------------- |
| Арнолд Шварценегер | Джон Матрикс – бивш полковник от армията на САЩ                               |
| Алиса Милано       | Джени Матрикс – дъщерята на Джон Матрикс                                      |
| Рей Донг Чонг      | Синди – стюардеса                                                             |
| Върнън Уелс        | Бенет – бивш капитан от армията на САЩ, който помага на Ариус                 |
| Джеймс Олсън       | Франклин Кърби – генерал от армията на САЩ                                    |
| Даниел Хедая       | Ариус – бивш диктатор на Валверде, държава в Латинска Америка                 |
| Дейвид Патрик Кели | Сали – един от поддръжниците на Бенет                                         |
| Бил Дюк            | Кук – един от поддръжниците на Бенет                                          |
| Дрю Снайдър        | Лоусън - бивш колега на Джон Матрикс                                          |
| Майкъл ДеЛано      | Форестол - бивш колега на Джон Матрикс                                        |
| Чарлз Мешак        | Анрикес - един от поддръжниците на Бенет, който придружава Матрикс в самолета |
| Карлос Сервантес   | Диас – един от участниците в нападението на дома на Джон Матрикс              |
| Челси Фийлд        | стюардеса в самолета, пътуващ до Валверде                                     |
| Бил Пакстън        | оператор на радар на бреговата охрана                                         |

## Интересни факти
- Основното заснемане на филма се провежда в Калифорния, а „леговището на диктатора Ариус“ е заснето на остров Сан Никола, край бреговете на град Санта Барбара, световноизвестен със сериала със същото име.
- Основната резиденция на известния американски комик Харолд Лойд, намираща се в района на Бевърли Хилс, е използвана за снимките на „двореца на диктатора Ариус“, в който героят на Шварценегер нахлува в края на филма.
- Снимките в Sherman Oaks Galleria се провеждат изключително вечерта, започвайки от 21:00, след затварянето на магазините.
- Създателите на филма не успяват да изпълнят планирания бюджет от 8 милиона долара и окончателният бюджет е 9 милиона.
- Филмът е номиниран за „Сатурн“ за най-добри специални визуални ефекти. Музиката е композирана от Джеймс Хорнър. Филмът е 7-ият с най-висок рейтинг филм с рейтинг R от 1985 г. в световен мащаб и 25-ият с най-висок общ бонус.[1]

## Български дублажи
| Обработка           | Главна редакция „Кино“                                                                             |
| ------------------- | -------------------------------------------------------------------------------------------------- |
| Преводач            | Йоанна Георгиева                                                                                   |
| Редактор            | Пепа Попова                                                                                        |
| Тонрежисьор         | Трендафилка Немска                                                                                 |
| Режисьор на дублажа | Димитър Караджов                                                                                   |
| Озвучаващи артисти  | Здрава Каменова Владимир Пенев Георги Георгиев-Гого Христо Чешмеджиев Тодор Георгиев Ивайло Велчев |

| Озвучаващи артисти  | Светлана Смолева Мина Костова Тодор Георгиев Светломир Радев Петър Бонев |
| Преводач            | Полина Николова                                                          |
| Тонрежисьор         | Стефан Македонски                                                        |
| Режисьор на дублажа | Кирил Бояджиев                                                           |